# Herinneringsmedaille Vrijwillige Politie 1948-1998
De Herinneringsmedaille Vrijwillige Politie 1948-1998 werd in 1995 ingesteld door de Landelijke Organisatie Politie Vrijwilligers. De organisatie had het ontwerp en de verdere regels in overleg met de Kanselarij van de Nederlandse Ridderorden en het Ministerie van Binnenlandse Zaken vastgesteld en op 26 mei 1998 werd de medaille in een Ministerieel Besluit van de Minister van Binnenlandse Zaken en Koninkrijksrelaties erkend. Die erkenning betekent dat de medewerkers van de politie de medaille op hun uniform mogen dragen.De medaille was bedoeld voor medewerkers, allen vrijwilligers, van de volgende korpsen:
- De in 1946 in Amsterdam ingestelde Hulppolitie
- De Reserve Rijkspolitie (1948-1994)
- De Reserve Gemeentepolitie (1948-1994)

Bij de ingrijpende reorganisatie van de regionale politiekorpsen in 1994 werden de drie diensten opgeheven en het personeel werd ingedeeld bij de Vrijwillige Politie.
Bij het veertigjarig bestaan van de Reservepolitie in 1988 was al een Herinneringsdraagspeld Reservepolitie ingesteld, nu werd op voorstel van de Landelijke Organisatie Politie Vrijwilligers een officieel draagbare herinneringsmedaille vervaardigd. Het ontwerp van deze herinneringsmedaille is van de hand van G. Dumbar, de ontwerper van de huisstijl van de Nederlandse politie.
- De medaille, er werden 2500 stuks uitgereikt, werd ook aan niet-politieagenten verleend die zich voor het vieren van het vijftigjarig jubileum hadden ingezet.

## De medaille
De Herinneringsmedaille Vrijwillige Politie 1948-1998 is een ronde met brons gepatineerde (donkergemaakte) medaille met de in Nederland gebruikelijke middellijn van 35 millimeter. De voorzijde vertoont het moderne logo van de Nederlandse politie; een wetboek met daarop een ontploffende granaat. Daaromheen staat de tekst "VRIJWILLIGE POLITIE" als randschrift.
De keerzijde is vlak met, in hoogreliëf, de data "1948" en "1998".
Het lint is 37 millimeter breed. De kleuren zijn Nassaus blauw met aan weerszijden 2 millimeter brede strepen van wit, geel en Nassaus blauw. Het lint wordt ook als baton gedragen en er zijn medailles bekend die als een strik zijn opgemaakt om door dames te worden gedragen.